# Kevin McAleer
Kevin McAleer (Omagh, 1956) è un comico e attore irlandese.
È diventato famoso grazie allo show televisivo RTÉ Nighthawks che ha iniziato la sua messa in onda alla fine degli anni '80. McAleer divenne famoso per i suoi sketch di tre minuti su surreali storie rustiche raccontate nella parlata lenta caratteristica della contea di Tyrone. Un critico ha affermato che McAleer "rimette i morti in deadpan", format che ha adottato nel suo spettacolo di stand-up comedy, intitolato Kevin McAleer-Guru, portandolo in tour per tutto il Regno Unito. 
Internazionalmente è noto soprattutto per interpretare il ruolo ricorrente dello Zio Colm nella sitcom di Channel 4 Derry Girls.

## Vita privata
McAleer vive nelle campagne della contea di Tyrone, a cinque miglia da Omagh, insieme a sua moglie Valerie Whitworth, artista e preparatrice vocale per i cori di Omagh ed Enniskillen. La coppia ha una figlia, Florence Whitworth, e due gemelli Louis and Josiah Whitworth.
Nel luglio 2009, McAleer dichiarò di aver completato una prima bozza di un libro su John F. Kennedy, che tuttavia è rimasto incompiuto. McAleer scrive nel suo ufficio a Omagh e considera le principali influenze del suo stile Flann O'Brien, James Joyce, Don DeLillo, Umberto Eco e Nikolai Gogol. Occasionalmente McAleer scrive inoltre strisce a fumetti per The Irish Times riguardo a eventi d'impatto sociale come la Brexit.

## Filmografia

### Cinema
- Resurrection Man, regia di Marc Evans (1998)
- The Gossip Show, regia di Andrew Janet - cortometraggio (2008)
- A Christmas Star, regia di Richard Elson (2017)

### Televisione
- Nighthawks - serie TV, 298 episodi (1988-1992)
- Derry Girls - serie TV, 6 episodi (2018-2022)